# David Lütgenhorst
David Lütgenhorst (* 4. November 1983) ist ein deutscher Schauspieler, Synchronsprecher und Radiomoderator.

## Leben
Lütgenhorst stand zum ersten Mal als Mitglied der Tölzer Sängerknaben auf der Bühne. Seine Schauspielkarriere begann er mit neun Jahren und war seitdem in zahlreichen Fernsehproduktionen zu sehen. Er absolvierte eine Ausbildung an der Internationalen Schule für Schauspiel & Acting in München. Im Anschluss folgte eine Ausbildung beim Radiosender Gong 96,3 in München zum Redakteur und Moderator. Zuletzt moderierte er die Morgensendung „David und die Morgencrew“ beim Radiosender 106.4 TOP FM. Hier führte er durch die Show und unterhielt die Hörer mit seinem Team von Montag bis Freitag von 5 – 10 Uhr.

## Filmografie (Auswahl)
Darsteller
- 2005: Die Rosenheim-Cops – Tödliche Düfte
- Bei aller Liebe (36 Folgen, 2000–2003)
- Tom ist mein Sohn (2003)  Marco
- Unser Lehrer Doktor Specht (30 Folgen, 1999)
- Hausmeister Krause (Episodenhauptrolle)
- Aber ehrlich! (1997) 14 Folgen TV-Serie
- Helden haben’s schwer (1996) (TV)

Synchronsprecher
- Sieben Jahre in Tibet
- Hör mal, wer da hämmert
- Die Kleinen Strolche
- Renegade
- Shaolin Wuzang
- Beverly Hills, 90210

David Lütgenhorst ist zudem als Sprecher für diverse Werbeproduktionen tätig.